# Strindbergsprojektet
Strindbergsprojektet är ett projekt som startade 1981 med det huvudsakliga syftet att ge ut Nationalupplagan av August Strindbergs samlade verk. Det finansieras med statliga medel genom Statens kulturråd och Vetenskapsrådet och är placerat vid Stockholms universitet. Sommaren 2017 avvecklades projektets redaktionslokaler vid Stockholms universitet, och de sista textkritiska kommentarerna avses publiceras 2020.

## Översikt
Verket omfattar 72 textvolymer. Det inleddes 1981 med Röda rummet och avslutades med Hemsöborna under Strindbergsåret 2012. Delarna publiceras även digitalt på Litteraturbanken och där publiceras likaså de textkritiska volymer som ingår i utgåvan. 
Huvudredaktör från projektets start var Lars Dahlbäck. Han efterträddes 2009 av Per Stam.
År 2013 utgavs band 72 som är ett omfattande register sammanställt av Camilla Kretz, Per Stam och Hans Söderström. Det innehåller ett alfabetiskt register till alla delar i utgåvan, en innehållsförteckning till samtliga delar, alla baksidestexter samt en kort historik över hela utgivningen.
Projektet gick därefter in i en ny fas med färdigställande och publicering av de sista textkritiska kommentarerna. I april 2019 hade 66 sådana offentliggjorts i Litteraturbanken. Arbetet med de återstående textkritiska kommentarerna planeras att avslutas under 2020.[uppföljning saknas]

## Nationalupplagan av August Strindbergs samlade verk

### Verkets delar
- Textkritisk kommentar till Nationalupplagan av August Strindbergs samlade verk : allmänna anvisningar. 2008. https://litteraturbanken.se/forfattare/StrindbergA/titlar/StrindbergTK0/sida/1/faksimil?om-boken

- 1 Ungdomsdramer. 1. 1989. Libris 11935319. https://litteraturbanken.se/#!forfattare/StrindbergA/titlar/Ungdomsdramer1/info - Redigerad och kommenterad av: Birger Liljestrand.
  - Liljestrand, Birger (2008). Textkritisk kommentar till SV 1 Ungdomsdramer I. Libris 11935332. ISBN 978-91-85493-01-2. https://litteraturbanken.se/#forfattare/StrindbergA/titlar/StrindbergTK1/info
- 2 I vårbrytningen. 1981. Libris 11930033. https://litteraturbanken.se/#!/forfattare/StrindbergA/titlar/IVarbrytningen/sida/3/etext - Redigerad och kommenterad av: Carl Reinhold Smedmark.
  - Talme, Peter (2008). Textkritisk kommentar till SV 2 I vårbrytningen. Libris 11930054. ISBN 978-91-85493-02-9. https://litteraturbanken.se/#forfattare/StrindbergA/titlar/StrindbergTK2/info
- 3 Ungdomsdramer. 2. 1991. Libris 11935355. https://litteraturbanken.se/#!/forfattare/StrindbergA/titlar/Ungdomsdramer2/sida/3/etext - Redigerad och kommenterad av: Birger Liljestrand.
  - Liljestrand, Birger (2008). Textkritisk kommentar till SV 3 Ungdomsdramer II. Libris 11935368. ISBN 978-91-85493-03-6. https://litteraturbanken.se/#forfattare/StrindbergA/titlar/StrindbergTK3/info
- 4 Ungdomsjournalistik. 1991. Libris 11805909. https://litteraturbanken.se/#!forfattare/StrindbergA/titlar/Ungdomsjournalistik/sida/3/etext - Redigerad och kommenterad av: Hans Sandberg. 
  - Sandberg, Hans (2005). Textkritisk kommentar till SV 4 Ungdomsjournalistik. Libris 11935414. ISBN 978-91-85493-04-3. https://litteraturbanken.se/#forfattare/StrindbergA/titlar/StrindbergTK4/info
- 5 Mäster Olof: prosaupplagan, mellandramat, versupplagan. 1994. Libris 8203276. ISBN 91-1-921102-3. https://litteraturbanken.se/forfattare/StrindbergA/titlar/MasterOlof/sida/3/etext - Redigerad och kommenterad av: Hans Sandberg.
  - Sandberg, Hans (2005). Textkritisk kommentar till SV 5 Mäster Olof. Libris 11930926. ISBN 978-91-85493-05-0. https://litteraturbanken.se/#forfattare/StrindbergA/titlar/StrindbergTK5/info
- 6 Röda rummet : skildringar ur artist- och författarlivet. 1981. Libris 11930868. https://litteraturbanken.se/#!forfattare/StrindbergA/titlar/RodaRummet/sida/3/etext - Redigerad och kommenterad av: Carl Reinhold Smedmark.
  - Sandberg, Hans; Brundin Margareta (2008). Textkritisk kommentar till SV 6 Röda rummet. Libris 11930894. ISBN 978-91-85493-06-7. https://litteraturbanken.se/#forfattare/StrindbergA/titlar/StrindbergTK6/info
- 7 Kulturhistoriska studier. 2009. Libris 11812604. ISBN 978-91-1-302956-6. https://litteraturbanken.se/#!forfattare/StrindbergA/titlar/KulturhistoriskaStudier/sida/3/etext - Redigerad och kommenterad av: Per Stam och Bo Bennich-Björkman. 
  - Stam, Per (2014). Textkritisk kommentar till SV 7 Kulturhistoriska studier. https://litteraturbanken.se/#forfattare/StrindbergA/titlar/StrindbergTK7/info
- 8 Gamla Stockholm : anteckningar ur tryckta och otryckta källor. Norstedts. 2007. Libris 10415722. ISBN 978-91-1-301730-3. https://litteraturbanken.se/#!forfattare/StrindbergA/titlar/GamlaStockholm/sida/3/etext - Redigerad och kommenterad av: Hans Söderström.
  - Söderström, Hans (2008). Textkritisk kommentar till SV 8 Gamla Stockholm. Libris 11905125. ISBN 978-91-85493-08-1. https://litteraturbanken.se/#forfattare/StrindbergA/titlar/StrindbergTK8/info
- 9 Svenska folket i helg och söcken, i krig och i fred, hemma och ute, eller Ett tusen år av svenska bildningens och sedernas historia. Förra bandet. 2001. Libris 11934563. https://litteraturbanken.se/#!forfattare/StrindbergA/titlar/SvenskaFolket1/sida/3/etext - Redigerad och kommenterad av: Camilla Kretz och Per Stam.
- 10 Svenska folket i helg och söcken, i krig och i fred, hemma och ute, eller Ett tusen år av svenska bildningens och sedernas historia. Senare bandet. 2002. Libris 11934594. https://litteraturbanken.se/#!forfattare/StrindbergA/titlar/SvenskaFolket2/sida/3/etext - Redigerad och kommenterad av: Camilla Kretz och Per Stam. 
  - Stam, Per (2009). Textkritisk kommentar till SV 9 och SV 10 Svenska folket I-II. Libris 11934666. ISBN 978-91-85493-09-8. https://litteraturbanken.se/#forfattare/StrindbergA/titlar/StrindbergTK9-10/info
- 11 Tidiga 80-talsdramer. 2002. Libris 8404157. ISBN 91-1-300984-2. https://litteraturbanken.se/forfattare/StrindbergA/titlar/Tidiga80talsdramer/sida/3/etext - Redigerad och kommenterad av: Torbjörn Nilsson.
  - Nilsson, Torbjörn (2010). Textkritisk kommentar till SV 11 Tidiga 80-talsdramer. Libris 11934761. ISBN 978-91-85493-11-1. https://litteraturbanken.se/#forfattare/StrindbergA/titlar/StrindbergTK11/info
- 12 Det nya riket : skildringar från attentatens och jubelfesternas tidevarv. 1983. Libris 11829917. https://litteraturbanken.se/#!forfattare/StrindbergA/titlar/DetNyaRiket/sida/3/etext - Redigerad och kommenterad av: Karl-Åke Kärnell.
  - Kärnell, Lars-Åke (2014). Textkritisk kommentar till SV 12 Det nya riket. https://litteraturbanken.se/#forfattare/StrindbergA/titlar/StrindbergTK12/info
- 13 Svenska öden och äventyr : berättelser från alla tidevarv. 1. Litteraturbanken. 2012. Libris 13454909. https://litteraturbanken.se/#!forfattare/StrindbergA/titlar/SvenskaOden1/sida/3/etext - Redigerad och kommenterad av: Bengt Landgren.
  - Miočević, Ljubica (2020). Textkritisk kommentar till SV 13 Svenska öden och äventyr. 1. https://litteraturbanken.se/f%C3%B6rfattare/StrindbergA/titlar/StrindbergTK13/sida/1/faksimil?om-boken
- 14 Svenska öden och äventyr : berättelser från alla tidevarv. 2. Litteraturbanken. 2012. Libris 13455257. https://litteraturbanken.se/#!forfattare/StrindbergA/titlar/SvenskaOden2/sida/3/etext - Redigerad och kommenterad av: Bengt Landgren.
  - Landegren, Bengt; Miočević,Ljubica (2020). Textkritisk kommentar till SV 14 Svenska öden och äventyr. 2. https://litteraturbanken.se/f%C3%B6rfattare/StrindbergA/titlar/StrindbergTK14/sida/1/faksimil?om-boken
- 15 Dikter på vers och prosa ; Sömngångarnätter på vakna dagar ; och strödda tidiga dikter. 1995. Libris 11830123. https://litteraturbanken.se/#!forfattare/StrindbergA/titlar/DikterPaVersOchProsa/sida/3/etext - Redigerad och kommenterad av: James Spens.
  - Spens, James (2016). Textkritisk kommentar till SV 15 Dikter på vers och prosa ; Sömngångarnätter på vakna dagar ; och strödda tidiga dikter. ISBN 978-91-85493-15-9. https://litteraturbanken.se/forfattare/StrindbergA/titlar/StrindbergTK15/sida/1/faksimil
- 16 Giftas. 1-2 : äktenskapshistorier. 1982. Libris 11831300. https://litteraturbanken.se/#!forfattare/StrindbergA/titlar/Giftas/sida/3/etext - Redigerad och kommenterad av: Ulf Boëthius.
  - Kretz Camilla; Miočević, Ljubica; Stam, Per; Tedde, Ilaria  (2016). Textkritisk kommentar till SV 16 Giftas 1-2. 2016. ISBN 978-91-85493-16-6. https://litteraturbanken.se/forfattare/StrindbergA/titlar/StrindbergTK16/sida/1/faksimil
- 17 Likt och olikt. 1-2 : samt uppsatser och tidningsartiklar 1884-1890. Litteraturbanken. 2012. Libris 13455926. https://litteraturbanken.se/#!forfattare/StrindbergA/titlar/LiktOchOlikt/sida/3/etext - Redigerad och kommenterad av: Hans Lindström. 
  - Lindström, Hans (2016). Textkritisk kommentar till SV 17 Likt och olikt. 1-2 : samt uppsatser och tidningsartiklar 1884-1890. ISBN 978-91-85493-17-3. https://litteraturbanken.se/forfattare/StrindbergA/titlar/StrindbergTK17/sida/1/faksimil
- 18 Kvarstadsresan, fabler och societeten i Stockholm samt andra prosatexter 1880-1889. 2009. Libris 14798444. https://litteraturbanken.se/#!forfattare/StrindbergA/titlar/Kvarstadsresan/sida/3/etext - Redigerad och kommenterad av: Conny Svensson.
  - Svensson, Conny (2016). Textkritisk kommentar till SV 18 Kvarstadsresan, fabler och societeten i Stockholm samt andra prosatexter 1880-1889. ISBN 978-91-85493-18-0. https://litteraturbanken.se/forfattare/StrindbergA/titlar/StrindbergTK18/sida/1/faksimil
- 19 Utopier i verkligheten : fyra berättelser. 1990. Libris 11935445. https://litteraturbanken.se/#!forfattare/StrindbergA/titlar/UtopierIVerkligheten/sida/3/etext - Redigerad och kommenterad av: Sven-Gustaf Edqvist.
  - Edqvist, Sven-Gustaf (2009). Textkritisk kommentar till SV 19 Utopier i verkligheten. Libris 11935493. ISBN 978-91-85493-19-7. https://litteraturbanken.se/#forfattare/StrindbergA/titlar/StrindbergTK19/info
- 20 Tjänstekvinnans son. 1-2. 1989. Libris 13457649. https://litteraturbanken.se/#!forfattare/StrindbergA/titlar/UtopierIVerkligheten/sida/3/etext - Redigerad och kommenterad av: Hans Lindström.
  - Lindström, Hans; Sandberg, Hans; Söderström, Hans (2013). Textkritisk kommentar till SV 20 Tjänstekvinnans son. 1-2. https://litteraturbanken.se/#!forfattare/StrindbergA/titlar/StrindbergTK20/info
- 21 Tjänstekvinnans son. 3-4. 1996. Libris 13457654. https://litteraturbanken.se/#!forfattare/StrindbergA/titlar/TjanstekvinnansSon34/sida/3/etext - Redigerad och kommenterad av: Hans Lindström.
  - Strandberg, Hans; Söderström, Hans (2013). Textkritisk kommentar till SV 21 Tjänstekvinnans son. 3-4. https://litteraturbanken.se/#!forfattare/StrindbergA/titlar/StrindbergTK21/info
- 22 Han och hon en själs utvecklingshistoria (1875-76). 1996. Libris 11908090. https://litteraturbanken.se/#!forfattare/StrindbergA/titlar/HanOchHon/sida/3/etext - Redigerad och kommenterad av: Hans Sandberg.
  - Sandberg, Hans (2005). Textkritisk kommentar till SV 22 Han och hon. Libris 11908088. ISBN 978-91-85493-22-7. https://litteraturbanken.se/#!forfattare/StrindbergA/titlar/StrindbergTK22/info
- 23 Bland franska bönder : subjektiva reseskildringar. 1985. Libris 11829830. https://litteraturbanken.se/#!forfattare/StrindbergA/titlar/BlandFranskaBonder/sida/3/etext - Redigerad och kommenterad av: Per Erik Ekholm.
  - Ekholm, Per Erik (2014). Textkritisk kommentar till SV 23 Bland franska bönder. https://litteraturbanken.se/forfattare/StrindbergA/titlar/StrindbergTK23/info
- 24 Hemsöborna : skärgårds-berättelse. 2012. Libris 14745780. https://litteraturbanken.se/#!forfattare/StrindbergA/titlar/Hemsoborna/sida/3/etext - Redigerad och kommenterad av: Camilla Kretz och Hans Södedrström. 
  - Kretz, Camilla (2013). Textkritisk kommentar till SV 24 Hemsöborna. https://litteraturbanken.se/#!forfattare/StrindbergA/titlar/StrindbergTK24/info
- 25 En dåres försvarstal : roman = Le plaidoyer d'un fou : roman. 1999. Libris 11830157. https://litteraturbanken.se/#!forfattare/StrindbergA/titlar/EnDaresForsvarstal/sida/3/etext - Redigerad och kommenterad av: Göran Rossholm, Gunnel Engwall och Hans Levander. 
  - Engwall, Gunnel (2020). Textkritisk kommentar till SV 25 En dåres försvarstal. https://litteraturbanken.se/f%C3%B6rfattare/StrindbergA/titlar/StrindbergTK25/sida/1/faksimil?om-boken
- 26 Skärkarlsliv : berättelser. 1984. Libris 11931281. https://litteraturbanken.se/#!forfattare/StrindbergA/titlar/Skarkarlsliv/sida/3/etext - Redigerad och kommenterad av: Nils Sjöstedt.
  - Sjöstedt, Nils Åke (2009). Textkritisk kommentar till SV 26 Skärkarlsliv. Libris 11931296. ISBN 978-91-85493-26-5. https://litteraturbanken.se/#forfattare/StrindbergA/titlar/StrindbergTK26/info
- 27 Fadren ; Fröken Julie ; Fordringsägare. 1984. Libris 13457674. https://litteraturbanken.se/forfattare/StrindbergA/titlar/StrindbergTK27/sida/1/faksimil - Redigerad och kommenterad av: Gunnar Ollén.
  - Ollén, Gunnar (2017). Textkritisk kommentar till SV 27 Fadren ; Fröken Julie ; Fordringsägare. ISBN 978-91-85493-27-2. https://litteraturbanken.se/#!forfattare/StrindbergA/titlar/StrindbergTK24/info
- 28 Kamraterna ; Marodörer. 1988. Libris 12543087. https://litteraturbanken.se/#!forfattare/StrindbergA/titlar/KamraternaMarodorer/sida/3/etext - Redigerad och kommenterad av: Lars Dahlbäck och Gunnar Ollén.  
  - Ollén, Gunnar (2014). Textkritisk kommentar till SV 28 Kamraterna. Marodörer. https://litteraturbanken.se/#forfattare/StrindbergA/titlar/StrindbergTK28/info
- 29 Vivisektioner ; Blomstermålningar och djurstycken ; Skildringar av naturen ; Silverträsket. 1985. Libris 13434692. https://litteraturbanken.se/#!forfattare/StrindbergA/titlar/Vivisektioner/sida/3/etext - Redigerad och kommenterad av: Hans Lindström.
  - Lindström, Hans (2020). Textkritisk kommentar till SV 29 Vivisektioner. Blomstermålningar och djurstycken. Skildringar av naturen. Silverträsket. https://litteraturbanken.se/f%C3%B6rfattare/StrindbergA/titlar/StrindbergTK29/sida/1/faksimil?om-boken
- 30 Svensk-romanska studier. 1992. Libris 11807087. ISBN 9119212321. https://litteraturbanken.se/#!forfattare/StrindbergA/titlar/SvenskRomanskaStudier/sida/3/etext - Redigerad och kommenterad av: Magnus Röhl.
  - Röhl, Magnus (2010). Textkritisk kommentar till SV 30 Svensk-romanska studier. Libris 11934507. ISBN 978-91-85493-30-2. https://litteraturbanken.se/#forfattare/StrindbergA/titlar/StrindbergTK30/info
- 31 I havsbandet. 1982. Libris 11911628. https://litteraturbanken.se/#!forfattare/StrindbergA/titlar/IHavsbandet/sida/3/etext - Redigerad och kommenterad av: Hans Lindström.
  - Lindström, Hans (2005). Textkritisk kommentar till SV 31 I havsbandet. Libris 11911643. ISBN 978-91-85493-31-9. https://litteraturbanken.se/#forfattare/StrindbergA/titlar/StrindbergTK31/info
- 32 Folk-komedin Hemsöborna ; Himmelrikets nycklar. 1985. Libris 13458426. https://litteraturbanken.se/#!forfattare/StrindbergA/titlar/FolkKomedin/sida/3/etext - Redigerad och kommenterad av: Gunnar Ollén.
  - Ollén, Gunnar (2014). Textkritisk kommentar till August Strindbergs samlade verk del 32. Folk-komedin Hemsöborna. Himmelrikets nycklar. https://litteraturbanken.se/forfattare/StrindbergA/titlar/StrindbergTK32/info
- 33 Nio enaktare 1888-1892. 1984. Libris 11779396. https://litteraturbanken.se/#!forfattare/StrindbergA/titlar/NioEnaktare/sida/3/etext - Redigerad och kommenterad av: Gunnar Ollén.
  - Ollén, Gunnar (2018). Textkritisk kommentar till August Strindbergs samlade verk del 33. Nio enaktare 1888–1892. Den starkare, Paria, Samum, Debet och kredit, Första varningen, Inför döden, Moderskärlek, Leka med elden, Bandet.. ISBN 978-91-85493-33-3. https://litteraturbanken.se/forfattare/StrindbergA/titlar/StrindbergTK33/sida/1/faksimil?om-boken
- 34 Vivisektioner. 2. 2011. Libris 12133742. ISBN 978-91-1-303644-1. https://litteraturbanken.se/forfattare/StrindbergA/titlar/Vivisektioner2/sida/3/etext - Redigerad och kommenterad av: Gunnel Engwall och Per Stam.
  - Engwall, Gunnel; Stam, Per (2016). Textkritisk kommentar till SV 34 Vivisektioner. 2. ISBN 978-91-85493-34-0. https://litteraturbanken.se/forfattare/StrindbergA/titlar/StrindbergTK34/sida/1/faksimil
- 35 Naturvetenskapliga skrifter. 1, Antibarbarus ; Sylva Sylvarum ; Jardin des Plantes. 2010. Libris 11815980. ISBN 978-91-1-302502-5. https://litteraturbanken.se/forfattare/StrindbergA/titlar/NaturvetenskapligaSkrifter1/sida/3/etext - Redigerad och kommenterad av: Per Bladh och Per Stam.
  - Bladh, Elisabeth; Stam, Per (2015). Textkritisk kommentar till SV 35 Naturvetenskapliga skrifter. 1, Antibarbarus ; Sylva Sylvarum ; Jardin des Plantes. ISBN 978-91-85493-35-7. https://litteraturbanken.se/forfattare/StrindbergA/titlar/StrindbergTK34/sida/1/faksimil
- 36 Naturvetenskapliga skrifter. 2, Broschyrer och uppsatser 1895-1902. 2003. Libris 9337407. ISBN 91-1-301163-4. https://litteraturbanken.se/#!forfattare/StrindbergA/titlar/NaturvetenskapligaSkrifter2/sida/3/etext - Redigerad och kommenterad av: Per Stam och Karin Tidström.
  - Stam, Per; Tidström, Karin (2016). Textkritisk kommentar till SV 36 Naturvetenskapliga skrifter. 2, Broschyrer och uppsatser 1895-1902. ISBN 978-91-85493-36-4. https://litteraturbanken.se/forfattare/StrindbergA/titlar/StrindbergTK36/sida/1/faksimil
- 37 Inferno. 1994. Libris 8203261. ISBN 91-1-871882-5. https://litteraturbanken.se/forfattare/StrindbergA/titlar/StrindbergTK37/sida/1/faksimil - Redigerad och kommenterad av: Ann-Charlotte Gavel Adams. Parallelltext på svenska och franska.
  - Gavel Adams, Ann-Charlotte (2015). Textkritisk kommentar till SV 37 Inferno. ISBN 978-91-85493-37-1. https://litteraturbanken.se/f%C3%B6rfattare/StrindbergA/titlar/StrindbergTK37/sida/1/faksimil
- 38 Legender. Litteraturbanken. 2012. Libris 13456035. https://litteraturbanken.se/#!forfattare/StrindbergA/titlar/Legender/sida/3/etext - Redigerad och kommenterad av: Ann-Charlotte Gavel Adams. 
  - Gavel Adams, Ann-Charlotte (2015). Textkritisk kommentar till SV 38 Legender. ISBN 978-91-85493-38-8. https://litteraturbanken.se/forfattare/StrindbergA/titlar/StrindbergTK38/sida/1/faksimil
- 39 Till Damaskus. 1991. Libris 13415971. https://litteraturbanken.se/#!forfattare/StrindbergA/titlar/TillDamaskus/sida/3/etext - Redigerad och kommenterad av: Gunnar Ollén.
  - Ollén, Gunnar (2013). Textkritisk kommentar till SV 39 Till Damaskus. https://litteraturbanken.se/#!/forfattare/StrindbergA/titlar/StrindbergTK39/info
- 40 Vid högre rätt : två dramer. 1983. Libris 8203288. ISBN 91-20-06535-3. https://litteraturbanken.se/forfattare/StrindbergA/titlar/VidHogreRatt/sida/3/etext - Redigerad och kommenterad av: Hans-Göran Ekman.
  - Ekman, Hans-Göran (2014). Textkritisk kommentar till August Strindbergs samlade verk del 40. Vid högre rätt. Två dramer. Advent. Brott och brott. ISBN 978-91-85493-40-1. https://litteraturbanken.se/forfattare/StrindbergA/titlar/StrindbergTK40/info
- 41 Folkungasagan ; Gustav Vasa ; Erik XIV. 1992. Libris 8203274. ISBN 91-1-912212-8. https://litteraturbanken.se/forfattare/StrindbergA/titlar/FolkungasaganGustavVasaErikXIV/sida/3/etext - Redigerad och kommenterad av: Gunnar Ollén. 
  - Ollén, Gunnar (2015). Textkritisk kommentar till SV 41 Folkungasagan ; Gustav Vasa ; Erik XIV. ISBN 978-91-85493-41-8. https://litteraturbanken.se/forfattare/StrindbergA/titlar/StrindbergTK41/sida/1/faksimil
- 42 Gustav Adolf: skådespel i fem akter. 1998. Libris 8203253. ISBN 91-1-300549-9. https://litteraturbanken.se/forfattare/StrindbergA/titlar/GustavAdolf/sida/3/etext - Redigerad och kommenterad av: Claes Rosenqvist. 
  - Rosenqvist, Claes (2009). Textkritisk kommentar till SV 42 Gustav Adolf. Libris 11907152. ISBN 978-91-85493-42-5. https://litteraturbanken.se/#forfattare/StrindbergA/titlar/StrindbergTK42/info
- 43 Midsommar ; Kaspers fet-tisdag ; Påsk. 1992. Libris 8203279. ISBN 91-1-921222-4. https://litteraturbanken.se/forfattare/StrindbergA/titlar/Midsommar/sida/3/etext - Redigerad och kommenterad av: Gunnar Ollén.
  - Ollén, Gunnar (2014). Textkritisk kommentar till SV 43 Midsommar. Kaspers Fet-Tisdag. Påsk. https://litteraturbanken.se/#forfattare/StrindbergA/titlar/StrindbergTK43/info/
- 44 Dödsdansen : drama. Litteraturbanken. 2012. Libris 13434808. https://litteraturbanken.se/#!forfattare/StrindbergA/titlar/Dodsdansen/sida/3/etext - Redigerad och kommenterad av:  Hans Lindström.
  - Ollén, Gunnar (2014). Textkritisk kommentar till SV 44 Dödsdansen. https://litteraturbanken.se/#forfattare/StrindbergA/titlar/StrindbergTK44/info/
- 45 Kronbruden ; Svanevit. 1990. Libris 8203266. ISBN 91-1-881202-3. https://litteraturbanken.se/forfattare/StrindbergA/titlar/Kronbruden/sida/3/etext - Redigerad och kommenterad av: Gunnar Ollén.
  - Ollén, Gunnar (2014). Textkritisk kommentar till SV 45 Kronbruden. Svanevit. https://litteraturbanken.se/#forfattare/StrindbergA/titlar/StrindbergTK45/info/
- 46 Ett drömspel. 1988. Libris 12543067. https://litteraturbanken.se/#!forfattare/StrindbergA/titlar/EttDromspel/sida/3/etext - Redigerad och kommenterad av: Gunnar Ollén.
  - Ollén, Gunnar (2016). Textkritisk kommentar till SV 45 Kronbruden. Svanevit. ISBN 978-91-85493-46-3. https://litteraturbanken.se/forfattare/StrindbergA/titlar/StrindbergTK46/sida/1/faksimil
- 47 Karl XII ; Engelbrekt. 1993. Libris 262930. ISBN 9119212526. https://litteraturbanken.se/forfattare/StrindbergA/titlar/KarlXIIEngelbrekt/sida/3/etext - Redigerad och kommenterad av: Gunnar Ollén.
  - Ollén, Gunnar (2008). Textkritisk kommentar till SV 47 Karl XII, Engelbrekt. Libris 11930081. ISBN 978-91-85493-47-0. https://litteraturbanken.se/#forfattare/StrindbergA/titlar/StrindbergTK47/info/
- 48 Kristina ; Gustav III. Litteraturbanken. 2012. Libris 13454731. https://litteraturbanken.se/#!forfattare/StrindbergA/titlar/KristinaGustavIII/sida/3/etext - Redigerad och kommenterad av: Gunnar Ollén.
  - Ollén, Gunnar (2008). Textkritisk kommentar till SV 48 Kristina, Gustav III. Libris 11930386. ISBN 978-91-85493-48-7. https://litteraturbanken.se/#forfattare/StrindbergA/titlar/StrindbergTK48/info
- 49 Näktergalen i Wittenberg. Litteraturbanken. 2012. Libris 13454792. https://litteraturbanken.se/#!forfattare/StrindbergA/titlar/NaktergalenIWittenberg/sida/3/etext - Redigerad och kommenterad av: Gunnar Ollén.
  - Ollén, Gunnar (2008). Textkritisk kommentar till SV 49 Näktergalen i Wittenberg. Libris 11930953. ISBN 978-91-85493-49-4. https://litteraturbanken.se/#forfattare/StrindbergA/titlar/StrindbergTK49/info
- 50 Klostret ; Fagervik och Skamsund. Litteraturbanken. 2012. Libris 13454757. https://litteraturbanken.se/#!forfattare/StrindbergA/titlar/KlostretFagervik/sida/3/etext - Redigerad och kommenterad av: Barbro Sjönell Stråhle.
  - Ståhle Sjönell, Barbro (2013). Textkritisk kommentar till SV 50 Klostret ; Fagervik och Skamsund. https://litteraturbanken.se/#!forfattare/StrindbergA/titlar/StrindbergTK50/info
- 51 Ordalek och småkonst och annan 1900-talslyrik. Litteraturbanken. 2012. Libris 13362504. https://litteraturbanken.se/#!forfattare/StrindbergA/titlar/OrdalekOchSmakonst/sida/3/etext - Redigerad och kommenterad av: Gunnar Ollén.
  - Ollén, Gunnar (2018). Textkritisk kommentar till August Strindbergs samlade verk del 51. Ordalek och småkonst och annan 1900-talslyrik. ISBN 978-91-85493-51-7. https://litteraturbanken.se/forfattare/StrindbergA/titlar/StrindbergTK51/sida/1/faksimil?om-boken
- 52 Ensam ; Sagor. 1994. Libris 11830184. https://litteraturbanken.se/#!forfattare/StrindbergA/titlar/EnsamSagor/sida/3/etext - Redigerad och kommenterad av: Ola Östin.
  - Östin, Ola (2008). Textkritisk kommentar till SV 52 Ensam, Sagor. Libris 11898757. ISBN 978-91-85493-52-4. https://litteraturbanken.se/#forfattare/StrindbergA/titlar/StrindbergTK52/info
- 53 Götiska rummen : släkt-öden från sekelslutet. Litteraturbanken. 2012. Libris 13454352. https://litteraturbanken.se/#!forfattare/StrindbergA/titlar/GotiskaRummen/sida/3/etext - Redigerad och kommenterad av: Conny Svensson.
  - Svensson, Conny (2013). Textkritisk kommentar till SV 53 Götiska rummen. https://litteraturbanken.se/#forfattare/StrindbergA/titlar/StrindbergTK53/info
- 54 Historiska miniatyrer. Litteraturbanken. 1997. Libris 8203284. ISBN 91-1-972602-3. https://litteraturbanken.se/#!forfattare/StrindbergA/titlar/HistoriskaMiniatyrer/sida/3/etext - Redigerad och kommenterad av: Conny Svensson.
  - Svensson, Conny (2010). Textkritisk kommentar till SV 54 Historiska miniatyrer. https://litteraturbanken.se/#forfattare/StrindbergA/titlar/StrindbergTK54/info
- 55 Taklagsöl ; Syndabocken : två berättelser. Litteraturbanken. 2012. Libris 13456511. https://litteraturbanken.se/#!forfattare/StrindbergA/titlar/TaklagsolSyndabocken/sida/3/etext - Redigerad och kommenterad av: Barbro Ståhle Sjönell.
  - Ståhle Sjönell, Barbro (1986). Textkritisk kommentar till August Strindbergs Samlade verk, del 55, Taklagsöl, Syndabocken, Två berättelser. Libris 10009480. https://litteraturbanken.se/forfattare/StrindbergA/titlar/StrindbergTK55/sida/1/faksimil
- 56 Nya svenska öden. 56. Litteraturbanken. 2012. Libris 13456500. https://litteraturbanken.se/#!forfattare/StrindbergA/titlar/NyaSvenskaOden/sida/3/etext - Redigerad och kommenterad av: Conny Svensson.
  - Svensson, Conny (2013). Textkritisk kommentar till SV 56 Nya svenska öden. https://litteraturbanken.se/#forfattare/StrindbergA/titlar/StrindbergTK56/info
- 57 Svarta fanor : sedeskildringar från sekelskiftet. 1995. Libris 11931366. https://litteraturbanken.se/#!forfattare/StrindbergA/titlar/SvartaFanor/sida/3/etext - Redigerad och kommenterad av: Rune Helleday.
  - Helleday, Rune (2008). Textkritisk kommentar till SV 57 Svarta fanor. Libris 11931382. ISBN 978-91-85493-57-9. https://litteraturbanken.se/#forfattare/StrindbergA/titlar/StrindbergTK57/info
- 58 Kammarspel. 1991. Libris 8203271. ISBN 91-1-911062-6. https://litteraturbanken.se/forfattare/StrindbergA/titlar/Kammarspel/sida/3/etext - Redigerad och kommenterad av: Gunnar Ollén.
  - Ollén, Gunnar (2014). Textkritisk kommentar till SV 58 Kammarspel. https://litteraturbanken.se/#forfattare/StrindbergA/titlar/StrindbergTK58/info/
- 59:1 Ockulta dagboken. 2012. Libris 13458835. https://litteraturbanken.se/#!forfattare/StrindbergA/titlar/OckultaDagboken1/info - Redigerad och kommenterad av: Karin Petherick och Göran Stockenström.
- 59:2 Ockulta dagboken : [faksimil av handskriften]. 2012. Libris 13458976. https://litteraturbanken.se/#!forfattare/StrindbergA/titlar/OckultaDagboken2/sida/1/faksimil
- 60 Ockulta dagboken: kommentarer. 2012. Libris 13458845. https://litteraturbanken.se/#!forfattare/StrindbergA/titlar/OckultaDagboken3/sida/3/faksimil - Redigerad och kommenterad av: Karin Petherick och Göran Stockenström. 
  - Petherick, Karin; Stam, Per (2014). Textkritisk kommentar till August Strindbergs samlade verk del 59 och 60. Ockulta dagboken. https://litteraturbanken.se/forfattare/StrindbergA/titlar/StrindbergTK5960/info
- 61 Siste riddaren ; Riksföreståndaren ; Bjälbo-Jarlen. 1988. Libris 13456055. https://litteraturbanken.se/#!forfattare/StrindbergA/titlar/SisteRiddaren/sida/3/etext - Redigerad och kommenterad av: Björn Sundberg.
  - Sundberg, Björn (2005). Textkritisk kommentar till SV 61 Siste riddaren, Riksföreståndaren, Bjälbojarlen. Libris 11931018. ISBN 978-91-85493-61-6. https://litteraturbanken.se/#forfattare/StrindbergA/titlar/StrindbergTK61/info
- 62 Abu Casems tofflor ; Stora landsvägen. 1992. Libris 8203278. ISBN 91-1-921212-7. https://litteraturbanken.se/forfattare/StrindbergA/titlar/AbuCasemsTofflor/sida/3/etext - Redigerad och kommenterad av: Gunnar Ollén.
  - Ollén, Gunnar (2014). Textkritisk kommentar till SV 62 Abu Cassems tofflor. Stora landsvägen. https://litteraturbanken.se/#forfattare/StrindbergA/titlar/StrindbergTK62/info/
- 63 Den världshistoriska trilogin ; Dramafragment. 1996. Libris 8203281. ISBN 91-1-964392-6. https://litteraturbanken.se/forfattare/StrindbergA/titlar/DenVarldshistoriskaTrilogin/sida/3/etext - Redigerad och kommenterad av: Gunnar Ollén.
  - Ollén, Gunnar (2014). Textkritisk kommentar till SV 63 Den världshistoriska trilogin ; Dramafragment. https://litteraturbanken.se/forfattare/StrindbergA/titlar/StrindbergTK63/sida/1/faksimil
- 64 Teater och Intima teatern. 1999. Libris 13434618. https://litteraturbanken.se/#!forfattare/StrindbergA/titlar/Teater/sida/3/etext - Redigerad och kommenterad av: Per Stam.
  - Stam, Per (2013). Textkritisk kommentar till SV 64 Teater och Intima teatern. https://litteraturbanken.se/forfattare/StrindbergA/titlar/StrindbergTK63/sida/1/faksimil
- 65 En blå bok : avlämnad till vederbörande och utgörande kommentar till "Svarta fanor". 1. 1997. Libris 12041509. https://litteraturbanken.se/#!forfattare/StrindbergA/titlar/EnBlaBok1/sida/3/etext - Redigerad och kommenterad av: Gunnar Ollén.
  - Ollén, Gunnar (2015). Textkritisk kommentar till SV 65 En blå bok. 1. https://litteraturbanken.se/forfattare/StrindbergA/titlar/StrindbergTK65/sida/1/faksimil
- 66 En ny blå bok. 1999. Libris 12041642. https://litteraturbanken.se/#!forfattare/StrindbergA/titlar/EnBlaBok2/sida/671/etext - Redigerad och kommenterad av: Gunnar Ollén.
  - Ollén, Gunnar (2015). Textkritisk kommentar till SV 66 En blå bok. 2. https://litteraturbanken.se/forfattare/StrindbergA/titlar/StrindbergTK66/sida/1/faksimil
- 67 En blå bok. Avd. 3 ; En extra blå bok ; Register till en blå bok. 2000. Libris 8203257. ISBN 91-1-300873-0. https://litteraturbanken.se/forfattare/StrindbergA/titlar/EnBlaBok3/sida/1225/etext - Redigerad och kommenterad av: Gunnar Ollén.
  - Ollén, Gunnar (2015). Textkritisk kommentar till SV 67 En blå bok. 3-4. https://litteraturbanken.se/forfattare/StrindbergA/titlar/StrindbergTK67/sida/1/faksimil
- 68 Tal till svenska nationen ; Folkstaten ; Religiös renässans ; Tsarens kurir. 1988. Libris 11779387. https://litteraturbanken.se/#!forfattare/StrindbergA/titlar/TalTillSvenskaNationen/sida/3/etext - Redigerad och kommenterad av: Björn Meidal. 
  - Kielmann, Julia (2014). Textkritisk kommentar till SV 68 Tal till svenska nationen. Folkstaten. Religiös renässans. Tsarens kurir. https://litteraturbanken.se/#forfattare/StrindbergA/titlar/StrindbergTK68/info/
- 69 Språkvetenskapliga skrifter. 1. 2009. Libris 11377383. ISBN 9789113020600. https://litteraturbanken.se/forfattare/StrindbergA/titlar/SprakvetenskapligaSkrifter1/sida/3/faksimil - Redigerad och kommenterad av: Camilla Kretz och Bo Ralph.
  - Kretz, Camilla (2009). Textkritisk kommentar till SV 69 Språkvetenskapliga skrifter I. Libris 11931337. ISBN 978-91-85493-69-2. https://litteraturbanken.se/#forfattare/StrindbergA/titlar/StrindbergTK69/info
- 70 Språkvetenskapliga skrifter. 2. 2009. Libris 11377384. ISBN 9789113020617. https://litteraturbanken.se/forfattare/StrindbergA/titlar/SprakvetenskapligaSkrifter2/sida/3/faksimil - Redigerad och kommenterad av: Camilla Kretz och Bo Ralph.
  - Kretz, Camilla (2009). Textkritisk kommentar till SV 70 Språkvetenskapliga skrifter II. Libris 11931345. ISBN 978-91-85493-70-8. https://litteraturbanken.se/#forfattare/StrindbergA/titlar/StrindbergTK70/info
- 71 Essäer, tidningsartiklar och andra prosatexter 1900-1912. 2004. Libris 11830201. https://litteraturbanken.se/#!forfattare/StrindbergA/titlar/EssaerTidningsartiklar/sida/3/etext - Redigerad och kommenterad av: Conny Svensson.
  - Svensson, Conny (2014). Textkritisk kommentar till SV 71 Essäer, tidningsartiklar och andra prosatexter 1900–1912. https://litteraturbanken.se/#forfattare/StrindbergA/titlar/StrindbergTK71/info
- 72 August Strindbergs samlade verk: register. 2013. Libris 14791090. ISBN 9789113055862. https://litteraturbanken.se/forfattare/StrindbergA/titlar/Register/sida/3/faksimil - Sammanställt av Camilla Kretz, Per Stam och Hans Söderström.
  - Stam, Per (2020). Textkritisk kommentar till SV 72 Register. Förteckning över textkritiska kommentarer. Texter av Strindberg som publicerats i de textkritiska kommentarerna. https://litteraturbanken.se/f%C3%B6rfattare/StrindbergA/titlar/StrindbergTK72/sida/1/faksimil?om-boken